# دانيال هودج
دانيال هودج (بالهولندية: Daniel Hodge)‏ هو سياسي هولندي، ولد في 23 أكتوبر 1959. انتخب رئيس وزراء كوراساو (31 ديسمبر 2012 – 7 يونيو 2013).